# Гора Арсеньева (Сихотэ-Алинь)
Гора́ Арсе́ньева — одна из вершин горной системы Сихотэ-Алинь. Названа в честь путешественника и писателя, исследователя Уссурийского края Владимира Клавдиевича Арсеньева.
Высота горы Арсеньева 1757,9 метров над уровнем моря, это пятая по высоте вершина Приморского края. Она находится на границе Приморского и Хабаровского краёв. Расположена на водоразделе реки Хор и реки Бикин, в западном отроге Сихотэ-Алиня — хребте Арсеньевские Граниты (является его высшей точкой). Относительное превышение вершины над верховьями долин рек Правая Ключевая (бассейн Бикина) и Малинового (бассейн Хора) составляет около 900 м.
Рельеф в горном узле горы Арсеньева интенсивно расчленён, гребни водоразделов узкие, долины рек глубоко врезаны, на склонах гор распространены курумы. На склонах горы Арсеньева произрастает тёмно-хвойная тайга. С 1000—1200 м над уровнем моря начинается пояс кедрового стланника, выше 1500 м распространены гольцы и горные тундры.